# Максимовка (Шевченковский район)
Максимовка (укр. Максимівка) — село, 
Петропольский сельский совет,
Шевченковский район,
Харьковская область.
Код КОАТУУ — 6325785804. Население по переписи 2001 года составляет 67 (32/35 м/ж) человек.

## Географическое положение
Село Максимовка находится у истоков реки Средняя Балаклейка.
На расстоянии до 1 км расположено село Колесниковка.
Около села большая запруда.

## История
- 1920 — дата основания.

## Экономика
- ЧП «Червяков», рыборазведение.